# Morenilla
Morenilla ist ein Ort und eine Gemeinde (municipio) mit 48 Einwohnern (Stand: 2024) im Osten der Provinz Guadalajara in der Autonomen Gemeinschaft Kastilien-La Mancha in Zentralspanien.

## Lage und Klima
Morenilla liegt im Iberischen Gebirge im Osten der Provinz Guadalajara in einer Höhe von 1190 m. Die Entfernung zur westsüdwestlich gelegenen Provinzhauptstadt Guadalajara beträgt ca. 115 Kilometer (Fahrtstrecke). Das Klima ist gemäßigt warm, der Niederschlag (insgesamt 585 mm) verteilt sich über das ganze Jahr.

## Bevölkerungsentwicklung
| Jahr      | 1960 | 1970 | 1981 | 1991 | 2001 | 2011 | 2021 |
| Einwohner | 192  | 124  | 79   | 58   | 49   | 47   | 50   |

## Sehenswürdigkeiten
- Julianuskirche